# Роман Бабовал
Роман Бабовал (фр. Roman Babowal, 2 вересня 1950, Льєж — 15 червня 2005, Льєж) — український і французький поет та перекладач з Бельгії. Член Нью-Йоркської групи. Свої твори писав українською та французькою мовами.

## Життєпис
Народився 2 вересня 1950 р. в м. Льєж, Бельгія. 
Закінчив медичний факультет Лювенського університету. Здобув ступінь доктора медицини. Мешкав у Бельгії, працював за медичним фахом. Був членом міжнародного ПЕН-клубу та Національної спілки письменників України.
З шістдесятих років минулого століття публікував поезії українською та французькою мовами, а також переклади. В сімдесяті роки Бабовал приєднався до Нью-Йоркської групи.
Автор збірок поезій «Навіщо про те згадую?», «Подорож поза форми», «Омана молока і листи до коханок», «Нічні перекази», «Мандрівники ймовірного» та збірок французькою мовою; численних публікацій в періодиці. Поетика Романа Бабовала близька до інших представників Нью-Йоркської групи. Він є також упорядником антології, в якій найбільш повно представлені поети цього угруповання.
Перекладав і видав книгу поезій Ігоря Калинця в двох томах «Le couronnement de l'épouvantail» («Коронування опудала», 1996), а також твори інших сучасних українських письменників на французьку мову і з французької та італійської на українську.

## Твори
українською
- Бабовал Р. Випадкові стежки // Сучасність. — 1970. — Ч. 5 (113). — С. 29-33.
- Бабовал Р. Замість відповіді // Світо-вид. — 1996. — Ч. ІІ. — С. 112–115.
- Бабовал Р. Навіщо про те згадую? — Лювен: Зоря, 1969.
- Бабовал Р. Подорож поза форми. — Нью-Йорк: В-во Нью-Йоркської Групи, 1972. — 57 с.
- Бабовал Р. Омана молока і Листи до коханок — Шарлеруа (Бельгія), 1985.
- Бабовал Р. Нічні перекази — Брюссель (Бельгія), 1987.
- Бабовал Р. Мандрівники ймовірного. — К.: Дніпро, 1993.
- Бабовал Р. Пам'ять фраґментарна. Поезії. — Шарлеруа (Бельгія), 1994. — 159 с.
- Бабовал Р. Розповідь про памороч. З недрукованої збірки «Коли земля коли жевріє» // Сучасність. — 1975. — Ч. 6 (174). -С. 3-6.

французькою
Оригінальні
- La nuit des oiseaux (1972)
- Résiduelles (1992)
- Voyage au quotidien (1992)

Переклади з української на французьку
- Ihor Kalynets. Le couronnement de l'épouvantail. Trad. de l'ukrainien par Roman Babowal. Beuvry : Maison de la poésie Nord-Pas-de-Calais. 220 p. ISBN 9782910703066

## Переклади творів Бабовала іншими мовами
- (польською) Roman Babował (1999). Obłaskawianie nocy. Przekład z języka ukraińskiego: Tadeusz Karabowicz. Białystok: Prymat. 57 p. ISBN 9788388097034
- (румунською) Roman Babouval (2001). Mac în inima stepei. In româneşte de Ştefan Tcaciuc. București : Editura Mustang. 234 p. ISBN 9789738315143